# Saint-Sébastien, Creuse
För andra betydelser, se Saint-Sébastien.
Saint-Sébastien är en kommun i departementet Creuse i regionen Nouvelle-Aquitaine i de centrala delarna av Frankrike. Kommunen ligger i kantonen Dun-le-Palestel som tillhör arrondissementet Guéret. År 2022 hade Saint-Sébastien 629 invånare.

## Befolkningsutveckling
Antalet invånare i kommunen Saint-Sébastien
Referens:INSEE